# Helium (filme)
Helium é um filme de drama em curta-metragem dinamarquês de 2014 dirigido e escrito por Anders Walter. Venceu o Oscar de melhor curta-metragem em live action na edição de 2014.

## Elenco
- Pelle Falk Krusbæk - Alfred
- Casper Crump - Enzo
- Marijana Jankovic - Enfermeira

## Prêmios e indicações
| Prêmios    | Prêmios                              | Prêmios                     | Prêmios   | Prêmios |
| Premiação  | Categoria                            | Indicação                   | Resultado |         |
| ---------- | ------------------------------------ | --------------------------- | --------- | ------- |
| Oscar 2014 | Melhor curta-metragem em live action | Anders Walter Kim Magnusson | Venceu    |         |